# Красновичи (Брянская область)
Красновичи — село и административный центр Красновичского сельского поселения Унечского района Брянской области.

## История
Село было основано на реках Ельне и Красновке судьёй Стародубского полка Завадовским с разрешения полковника Миклашевского примерно в 1700 году. В 1704 году гетман Мазепа подтвердил разрешение Миклашевского. Строительство Краснович начиналось с водяной мельницы. Слобода заселялась «нахожими» людьми, бежавших из восточной части Брянщины, где особенно свирепствовали крепостники.

## Достопримечательности
- Церковь Веры, Надежды, Любови и матери их Софии
- Памятник Неизвестному Солдату

## Организации
Из муниципальных учреждений в селе имеются больница, дом культуры, библиотека и средняя общеобразовательная школа.